# Miguel Olvera
Miguel Olvera, né le 14 novembre 1939 à El Salitre, est un ancien joueur de tennis équatorien des années 1960.

## Carrière
En 1960, il devient le premier joueur étranger et également le premier (et dernier à ce jour) joueur non tête de série à remporter le tournoi de Cincinnati, en éliminant notamment Whitney Reed, n°2 du tournoi. En 1962, il se fait remarquer lors du tournoi de Caracas en éliminant le n°3 mondial Manuel Santana, grand favori du tournoi. Grâce à cette performance, il a reçu une aide financière pour prendre part à la tournée européenne sur terre battue au cours de laquelle il atteint le 3e tour à Roland-Garros, battu par Manuel Santana. C'est son meilleur résultat en Grand Chelem.
Il commence l'année 1963 idéalement en remportant trois tournois en Floride à Winter Park, Pompano Beach et West Palm Beach. Deux ans auparavant, il était finaliste à Orlando, Miami et Fort Lauderdale. Cependant, alors qu'il joue le meilleur tennis de sa carrière et qu'il doit jouer le deuxième tour du Dixie Championship de Tampa, il est soudainement pris de fièvre et de difficultés respiratoires. Après avoir fait des radiographies, le médecin lui diagnostique une pleurésie tuberculeuse. La maladie l'empêche de jouer pendant deux ans.
Il réapparait dans un tournoi d'envergure en décembre 1965 lors des Jeux bolivariens, échouant en finale en simple mais remportant le double avec Eduardo Zuleta. En 1966, il participe à plusieurs tournois en Europe et s'adjuge le tournoi de consolation de Roland-Garros contre Michel Leclercq.
Lors de la Coupe Davis 1967 à Guayaquil, alors que l'équipe d'Équateur n'a joué que deux rencontres depuis 1961, Miguel Olvera et Pancho Guzmán créent la surprise en battant l'équipe des États-Unis. Cliff Richey bat tout d'abord Guzmán mais Olvera égalise en se débarrassant d'Arthur Ashe (4–6, 6–4, 6–4, 6–2) qui n'avait jamais perdu un seul set au cours de ses neuf précédents matchs en simple de Coupe Davis. Le capitaine Danny Carrera se casse la jambe en sautant par-dessus le filet pour féliciter Olvera. Les Équatoriens remportent le double après avoir étaient menés 6-0, 5-2 par Marty Riessen et Clark Graebner (0–6, 9–7, 6–4, 4–6, 8–6). Guzmán donne la victoire à l'équipe en éliminant Ashe en cinq sets. Richey gagne le dernier match, sans enjeu, contre Olvera qui s'écroule dans le dernier set après une belle lutte (5-7, 6-4, 7-5, 4-6, 6-0). Cette victoire propulse l'Équateur en demi-finale inter-zone contre l'Espagne mais ils perdent largement la rencontre (5-0). Cela reste cependant la meilleure performance du pays dans la compétition avec le quart de finale en 1985. Miguel Olvera a participé à 19 rencontres de Coupe Davis entre 1961 et 1977.
En 1968, il participe à l'épreuve de démonstration des Jeux de Mexico. Il prend la 4e place en double associé à Pancho Guzmán échouant dans le match comptant pour la médaille de bronze contre la paire franco-mexicaine Darmon/Loyo Mayo. Peu actif sur le circuit depuis quelques années, il interrompt sa carrière en 1970, continuant toutefois à jouer en Coupe Davis jusqu'en 1977, notamment avec son élève Ricardo Ycaza. En 1973, il succède à Danny Carrera comme capitaine de l'équipe qu'il dirigera jusqu'en 1981.
Il est marié et père de cinq enfants.

## Palmarès (partiel)

### Titre en simple messieurs
| No | Date       | Nom et lieu du tournoi                      | Catégorie | Surface | Finaliste      | Score         |  |
| -- | ---------- | ------------------------------------------- | --------- | ------- | -------------- | ------------- |  |
| 1  | 10-07-1960 | Tournoi de tennis de Cincinnati, Cincinnati |           | NC      | Crawford Henry | 4-6, 9-7, 6-4 |  |

## Parcours dans les tournois duGrand Chelem

### En simple
| Année | Open d'Australie | Open d'Australie | Internationaux de France | Internationaux de France | Wimbledon       | Wimbledon   | US Open         | US Open     |
| ----- | ---------------- | ---------------- | ------------------------ | ------------------------ | --------------- | ----------- | --------------- | ----------- |
| 1960  | —                | —                | —                        | —                        | —               | —           | 2e tour (1/32)  | R. Laver    |
| 1961  | —                | —                | —                        | —                        | —               | —           | 2e tour (1/32)  | A. Fox      |
| 1962  | —                | —                | 3e tour (1/16)           | M. Santana               | 1er tour (1/64) | J-N. Grinda | 2e tour (1/32)  | R. Holmberg |
| 1966  | —                | —                | 2e tour (1/32)           | I. Gulyas                | 1er tour (1/64) | A. Stone    | —               | —           |
| 1969  | —                | —                | —                        | —                        | —               | —           | 1er tour (1/64) | R. Barth    |

N.B. : à droite du résultat se trouve le nom de l'ultime adversaire.

### En double
| Année | Open d'Australie | Open d'Australie | Internationaux de France | Internationaux de France | Wimbledon | Wimbledon | US Open                  | US Open          |
| ----- | ---------------- | ---------------- | ------------------------ | ------------------------ | --------- | --------- | ------------------------ | ---------------- |
| 1969  | —                | —                | —                        | —                        | —         | —         | 2e tour (1/16) P. Guzmán | B. Lutz S. Smith |

N.B. : le nom du ou de la partenaire se trouve sous le résultat ; le nom des ultimes adversaires se trouve à droite.